# جيديميناس باجدوناس
جيديميناس باجدوناس (بالليتوانية: Gediminas Bagdonas)‏ مواليد 26 ديسمبر 1985 في ليتوانيا، هو دراج ليتواني في صنف سباق الدراجات على الطريق. شارك في دورة الألعاب الأولمبية الصيفية.

## روابط خارجية
- جيديميناس باجدوناس على موقع الاتحاد الدولي للدراجات (الإنجليزية)
- جيديميناس باجدوناس على موقع أرشيف الدراجات (الإنجليزية)
- جيديميناس باجدوناس على موقع إحصائيات الدراجات الإحترافية (الإنجليزية)
- جيديميناس باجدوناس على موقع نسبة الدراجات (الإنجليزية)
- جيديميناس باجدوناس على موقع CycleBase (الإنجليزية)
- جيديميناس باجدوناس على موقع أوليمبيديا (الإنجليزية)
- جيديميناس باجدوناس على موقع اللجنة الأولمبية الليتوانية (الليتوانية)